# Didelphodon
Didelphodon ("diente con dos vientres") es un género extinto de mamíferos metaterios de la familia Stagodontidae, que vivió a fines del período Cretácico en Norteamérica.

## Descripción

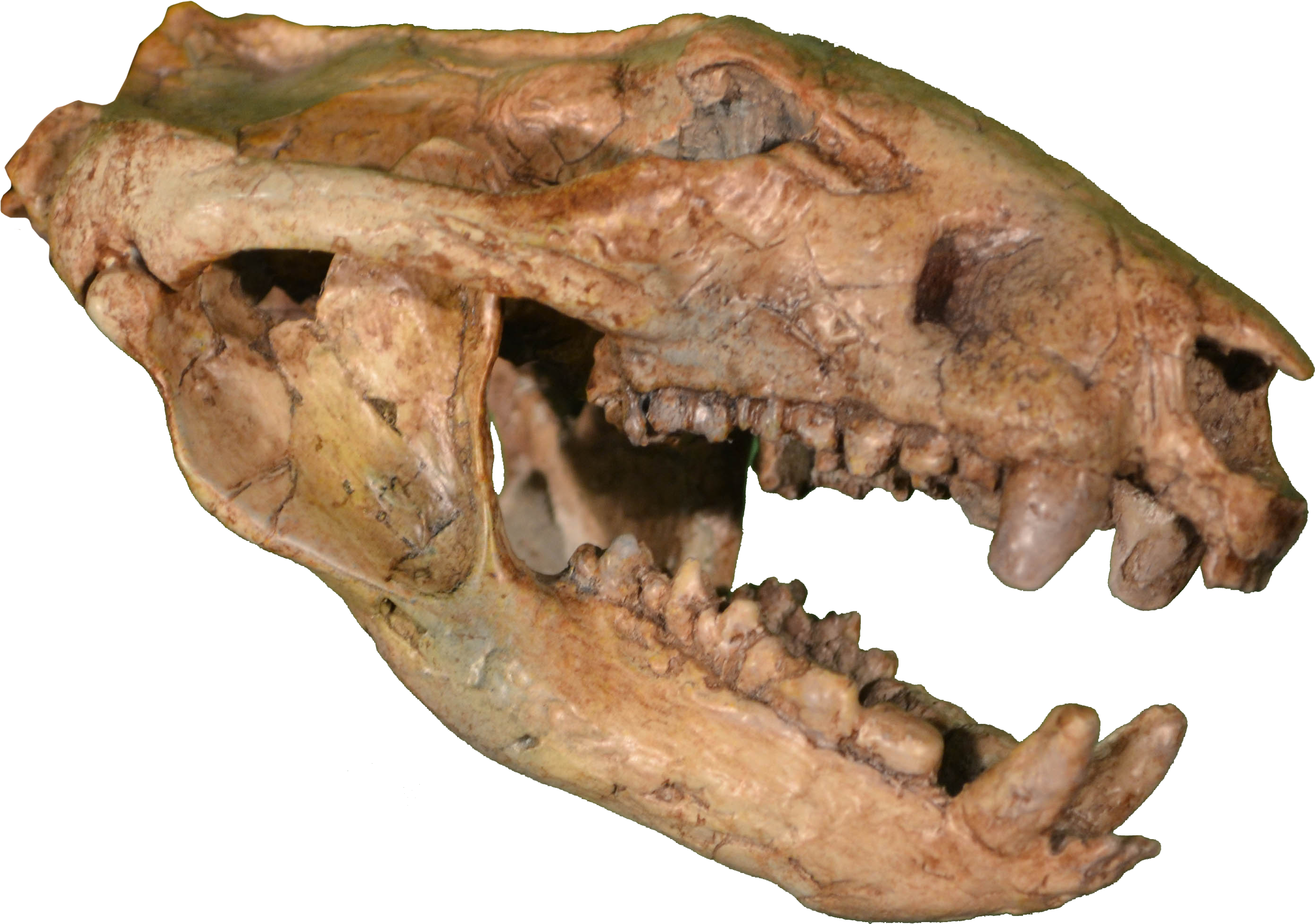
Réplica de un cráneo de Didelphodon en el Rocky Mountain Dinosaur Resource Center en Woodland Park, Colorado; recolectado en el condado de Harding, Dakota del Sur.

Aunque quizás poco más grande que una zarigüeya de Virginia, fue uno de los mayores mamíferos del período Mesozoico. Sus dientes tenían cúspides especializadas como cizallas y protuberancias carnasiales, lo que indica que el animal era un depredador; las mandíbulas son cortas y macizas y tenían grandes dientes premolares de forma bulbosa que parecen haber sido usados para aplastar.
Un espécimen hallado recientemente, localizado a solo 40 metros de distancia de un Triceratops en un lecho fluvial, muestra con mayor claridad la anatomía de Didelphodon. Antes del hallazgo, solo un cráneo parcial y una mandíbula inferior fueron asignados a este género. Este hallazgo muestra que Didelphodon poseía un cuerpo parecido al de una nutria con una cabeza que se asemejaría a la del demonio de Tasmania. Un estudio se encuentra en preparación por Kraig Derstler, Greg Wilson, Robert Bakker, Ray Vodden y Mike Triebold para describir en detalle este nuevo espécimen, alojado en el Centro de Recursos de Dinosaurios de las Montañas Rocosas.

## Paleobiología

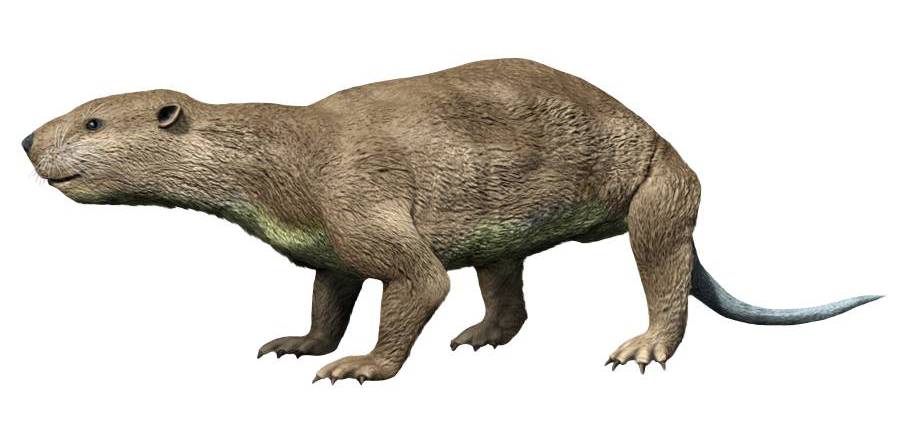
Reconstrucción en vida de Didelphodon vorax.

La evidencia fósil sugiere que Didelphodon era un pequeño depredador, que quizás llenara el nicho ocupado en la actualidad por las nutrias. El espécimen sin describir fue preservado en una posible madriguera que fue rodeada por una concreción. Probablemente tenía una dieta omnívora, quizás alimentándose de moluscos, huevos, lagartos y plantas. La anatomía del postcráneo es sumamente convergente con las actuales nutrias marinas, lo que implica que tenían una vida principalmente acuática.

## Especies

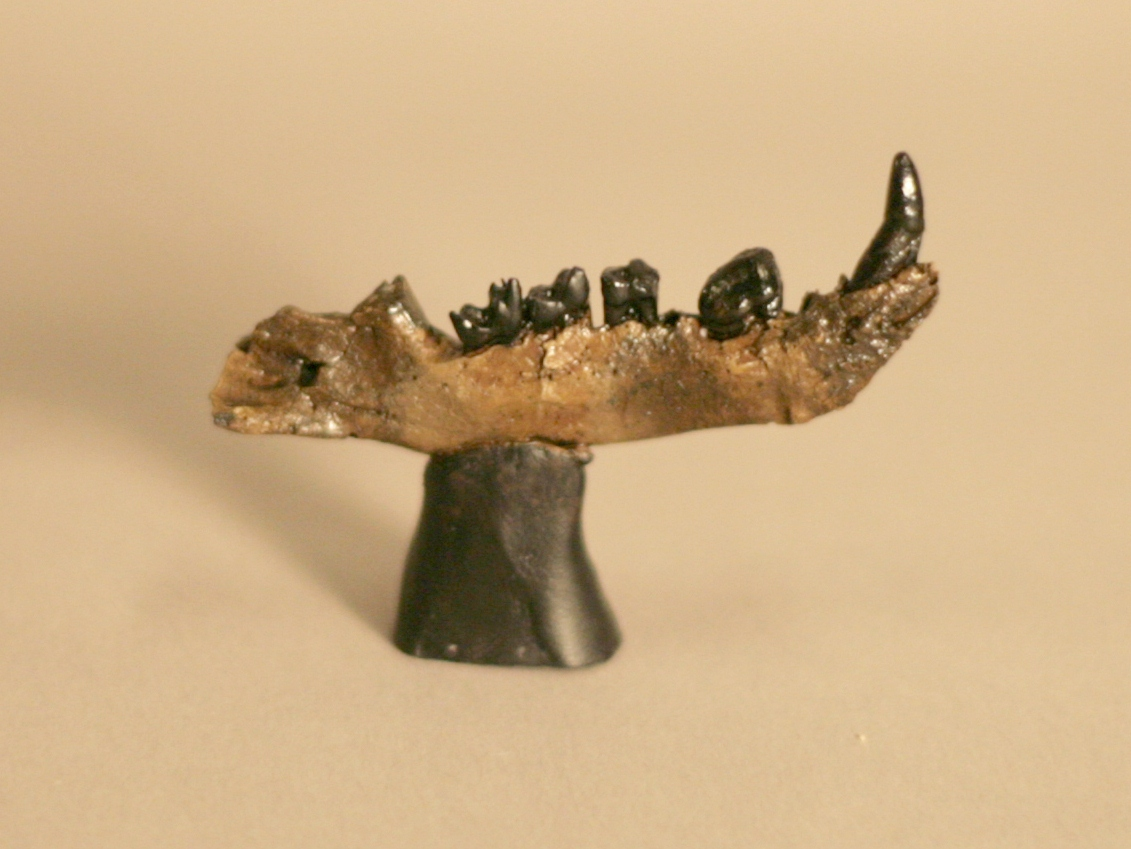
Réplica de la mandíbula de Didelphodon con dientes, alojada en la colección permanente del Museo de los Niños de Indianápolis.

Se conocen tres especies: Didelphodon vorax, D. padanicus y D. coyi. Un espécimen sin describir fue hallado en 2001, en el condado de Harding, Dakota del Sur. Didelphodon es conocido además de la Formación Hell Creek de Montana, la Formación Lance de Wyoming (Estados Unidos), y la Formación Scollard de Alberta, en donde fue uno de los mamíferos más abundantes.

## Clasificación
Didelphodon es un estagodóntido relacionado con Eodelphis y Pariadens. El género parece descender de Eodelphis del Campaniano, y en particular a la especie Eodelphis cutleri. Pariadens parece ser más primitivo que Eodelphis o Didelphodon, y es probablemente el taxón hermano de su grupo. Didelphimorphia es un orden que fue nombrado en 1872 por Gill. Anteriormente, en 1821, Gray nombró a la superfamilia Didelphoidea para alojar a las familias Alphadontidae, Pediomyidae, Peradectidae y Stagodontidae, la cual une a Didelphodon con varios otros géneros.
En 2006, un estudio encontró que solo habría dos estagodóntidos, Didelphodon y Eodelphis. Pariadens, que fue clasificado anteriormente en esa familia fue excluido del grupo debido a que su especie tipo, P. kirklandi, carece de cualquiera de las características de la familia, siendo clasificado como un Marsupialia incertae sedis. Otra especie, "P." mckennai incluso carece de características de los metaterios y es probablemente un terio. Otro estagodóntido histórico, Boreodon, es también un nomen dubium. Otro de los supuestos estagodóntidos era Delphodon, el cual es probablemente un sinónimo más moderno de Pediomys o Alphadon.

## Cultura popular
Didelphodon es mostrado en la miniserie Caminando con dinosaurios en el capítulo 6: «Muerte de una dinastía», robando huevos de Tyrannosaurus y carroñeando a crías muertas de Torosaurus.